# Oko Sahary

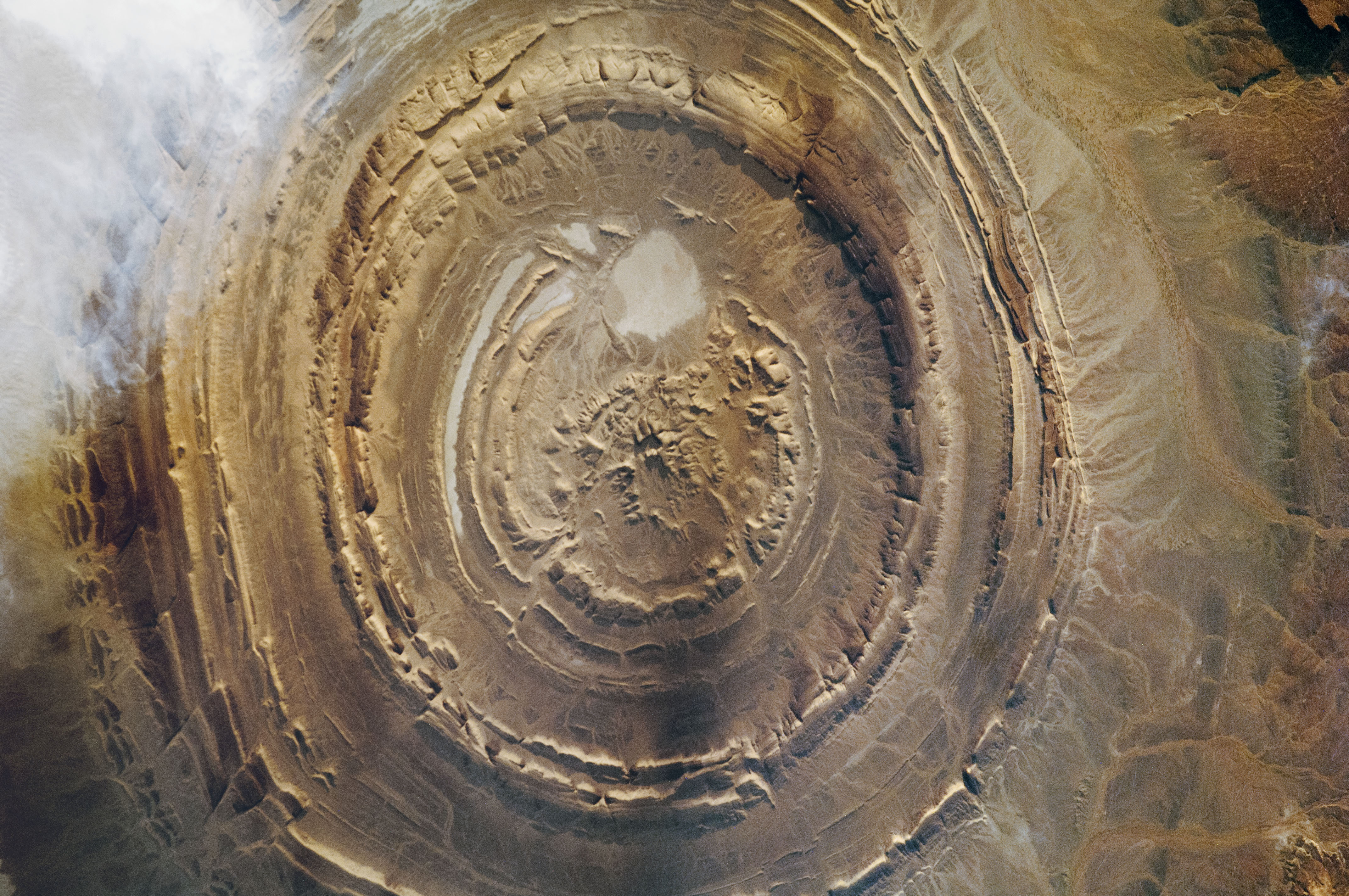
Snímek Richatské struktury - Oka Sahary z ISS, 2011

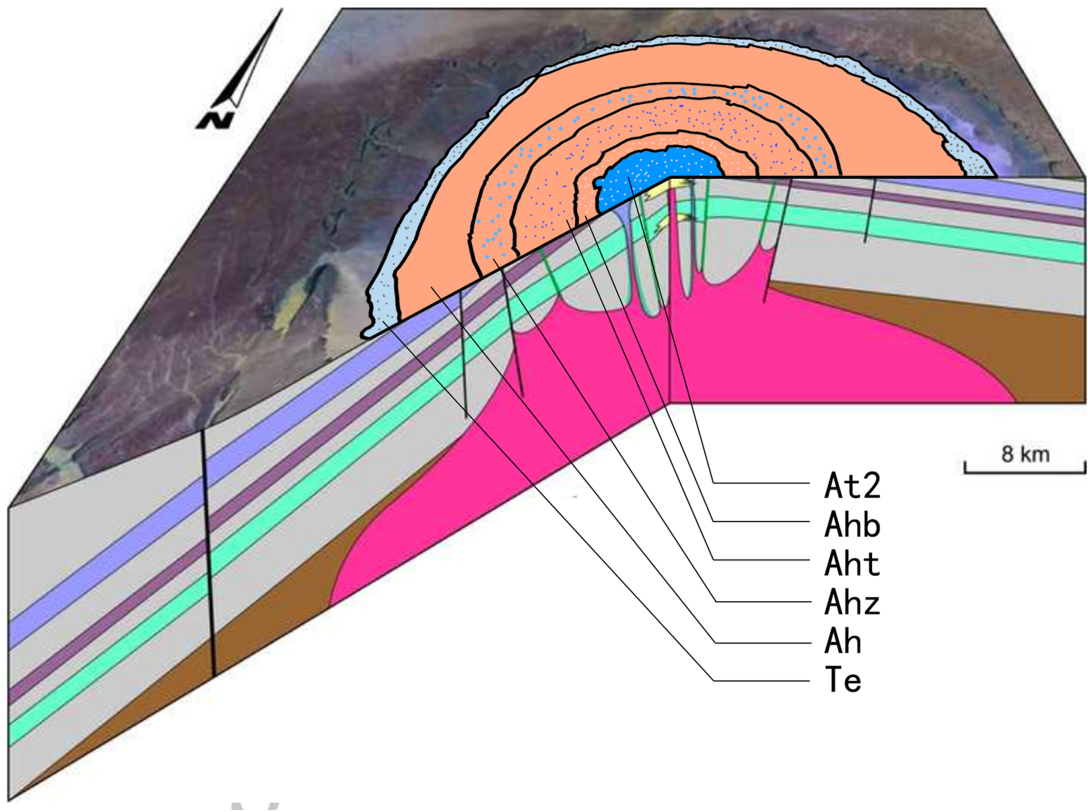
Příčný řez geologií Richatské struktury - Oka Sahary. Purpurová barva je vulkanická intruze, zatímco fialová, zelená a šedá představují sedimentární vrstvy.

Oko Sahary (arabsky قلب الريشات , Qalb ar-Rīšāt; s vědeckým názvem Richatská struktura) je rozlehlá kruhová struktura v Mauretánii, dobře patrná při pohledu z vesmíru, rozkládající se v saharské poušti na hranici regionů Adrar a Tiris Zemmour nedaleko města Ouadane. Ríšat má průměr přibližně 50 km a skládá se z několika soustředných kruhů. Nejedná se o impaktní kráter.  Podle výzkumů se jedná o geologický dóm. Vedou se spory, jak celá struktura vznikla.  Objevila se i okrajová teorie, že Oko Sahary je ve skutečnosti pozůstatkem kdysi zničené bájné Atlantidy.[nenalezeno v uvedeném zdroji]